# Чура (приток Лекмы)
Чура или Нижняя Чура — река в России, протекает по территории Юкаменского и Ярского районов Удмуртии, и Фалёнского района Кировской области. Левый приток Лекмы. Длина реки — 39 км, площадь водосборного бассейна — 112 км².

## Течение
Река берёт начало на Красногорской возвышенности, в Юкаменском районе Удмуртии. Протекает на северо-запад, проходя по территории Фалёнского района Кировской области. Впадает в Лекму северо-восточнее деревни Укан. Имеет несколько мелких притоков.